# 太田資家
太田資家（生年不詳－1522年）是日本戰國時代武將。太田道灌的外甥（有異説），後來成為道灌的養子。兒子有太田資頼。

## 簡歷
養父道灌被主君上杉定正殺害後，仍然仕於扇谷上杉氏，接替在永正之亂中戰敗的成田顯泰而成為岩槻城城主。為養父道灌在武藏國比企郡三保谷中建立「養竹院」，祈求養父的冥福。